# 白寨镇 (曲周县)
白寨镇，是中华人民共和国河北省邯郸市曲周县下辖的一个乡镇级行政单位。
2015年12月14日，河北省民政厅批复同意撤销白寨乡，设立白寨镇。

## 行政区划
白寨镇下辖以下地区：
高庄村、白寨村、席庄村、艾台村、禚李庄村、东陈庄村、叶庄村、南王庄村、永安村、苏胡寨村、致中寨村、范李庄村、鲁新寨村、西陈庄村、南牛庄村、王村、滏南庄村、马布村、司寨村、北油村、甜水庄村、南油村、前寨村、后寨村、滏阳集村、塔寺桥村、西朱堡村、东朱堡村、白小营村、东冀庄村、西冀庄村、白疃店村、布寨村、要寨村、司李庄村、柴吕寨村、娘娘寨村、娄寨村、安王庄村、东焦营村、刘庄屯村、牛堡村和后里僧寨村。